# شرکت راه‌آهن

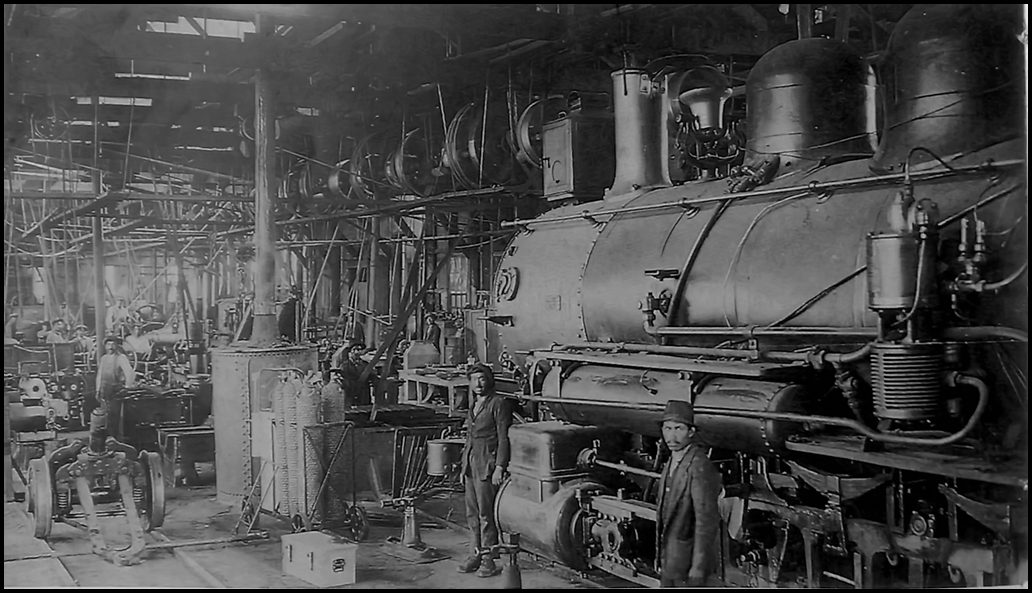
تصویری تاریخی از ساخت لوکوموتیو های قدیمی

شرکت راه‌آهن (انگلیسی: Railway company) به شخصیت حقوقی اطلاق می‌شود، که مسیر ریلی یا قطارها را مدیریت و اداره می‌کند. چنین شرکتی می‌تواند خصوصی یا دولتی باشد. برخی از شرکت‌های راه‌آهن نیز هر دو فرایند را با هم انجام می‌دهند، یعنی هم قطار و هم مسیر را مدیریت می‌کنند، در حالی که به ویژه در اتحادیه اروپا، مالکیت بهره‌برداری از قطار و راه‌آهن در شرکت‌های مختلف انجام می‌گیرد.